# فدریکو پالمیری
فدریکو پالمیری (انگلیسی: Federico Palmieri؛ زادهٔ ۱ ژوئیهٔ ۱۹۹۵) بازیکن فوتبال است.